# Teatrul din Thorikos

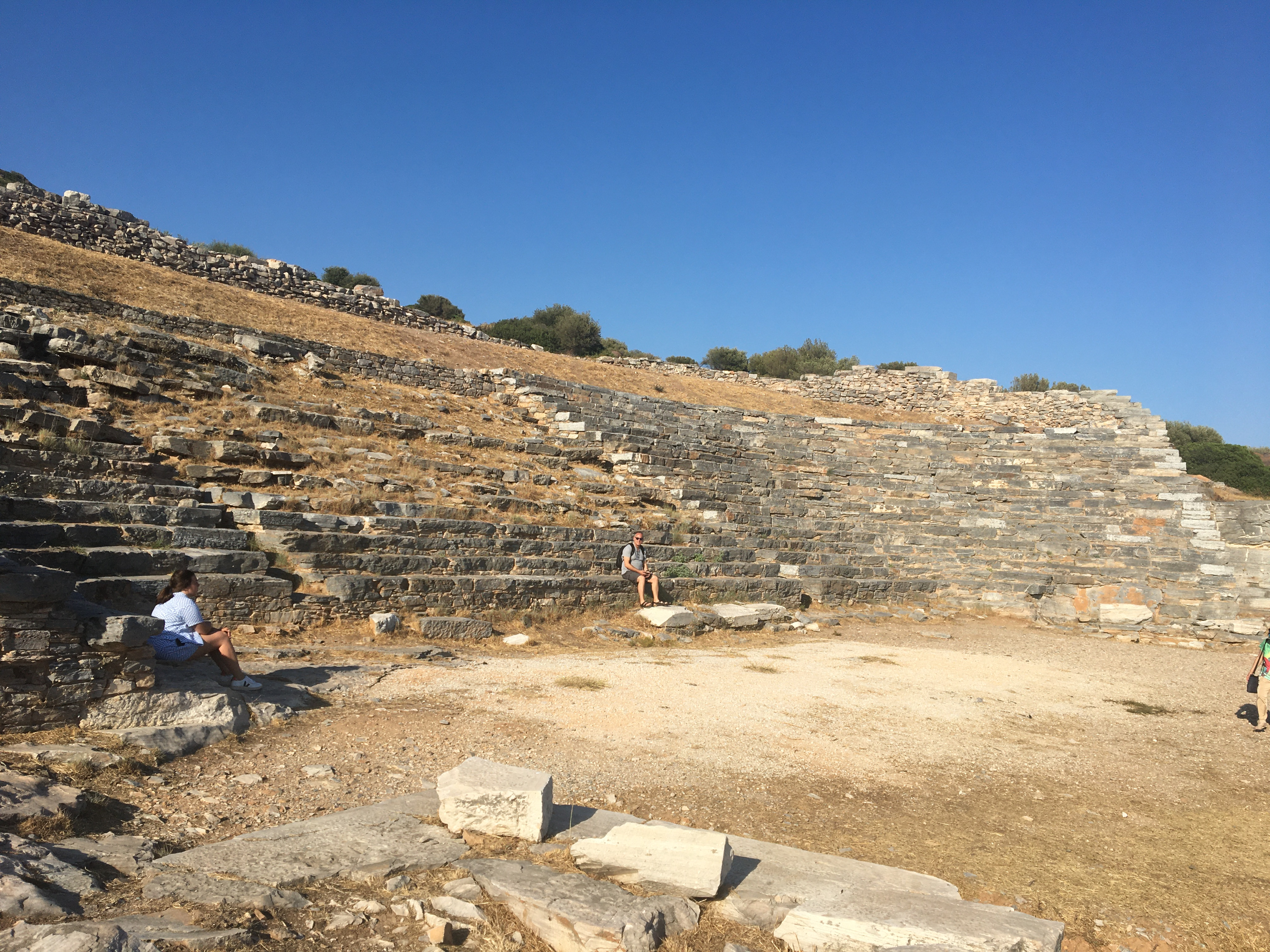
Teatrul din Thorikos

Teatrul din Thorikos (Greacă: Αρχαίο Θέατρο Τορικού), situat în nordul orașului Lavrion, a fost un teatru antic grecesc în "demosul" Thorikosului în regiunea Attica, Grecia. Este una dintre cele mai vechi teatre grecești cunoscute și a fost construit în circa 525-480 Î.Hr. Teatrul are un stil neobișnuit deoarece are o formă lungită în loc de forma normală de semicerc cu care suntem obișnuiți.